# Black Veil Brides
I Black Veil Brides sono un gruppo musicale statunitense formatosi nel 2006 a Cincinnati, in Ohio, ma con sede a Los Angeles, in California.
Il gruppo è composto dal cantante e principale compositore Andy Biersack, dal bassista Lonny Eagleton, dal chitarrista solista Jake Pitts, dal chitarrista ritmico e violinista Jeremy "Jinxx" Ferguson e dal batterista Christian Coma.
Tra i principali esponenti della scena emo del primo decennio degli anni Duemila, il gruppo si distingue per la sua immagine basata sull'uso di trucco sul volto e sul corpo, vestiti attillati e capelli lunghi tutto rigorosamente nero, risultando quindi evidente l'ispirazione da gruppi come KISS e Mötley Crüe.

## Storia del gruppo

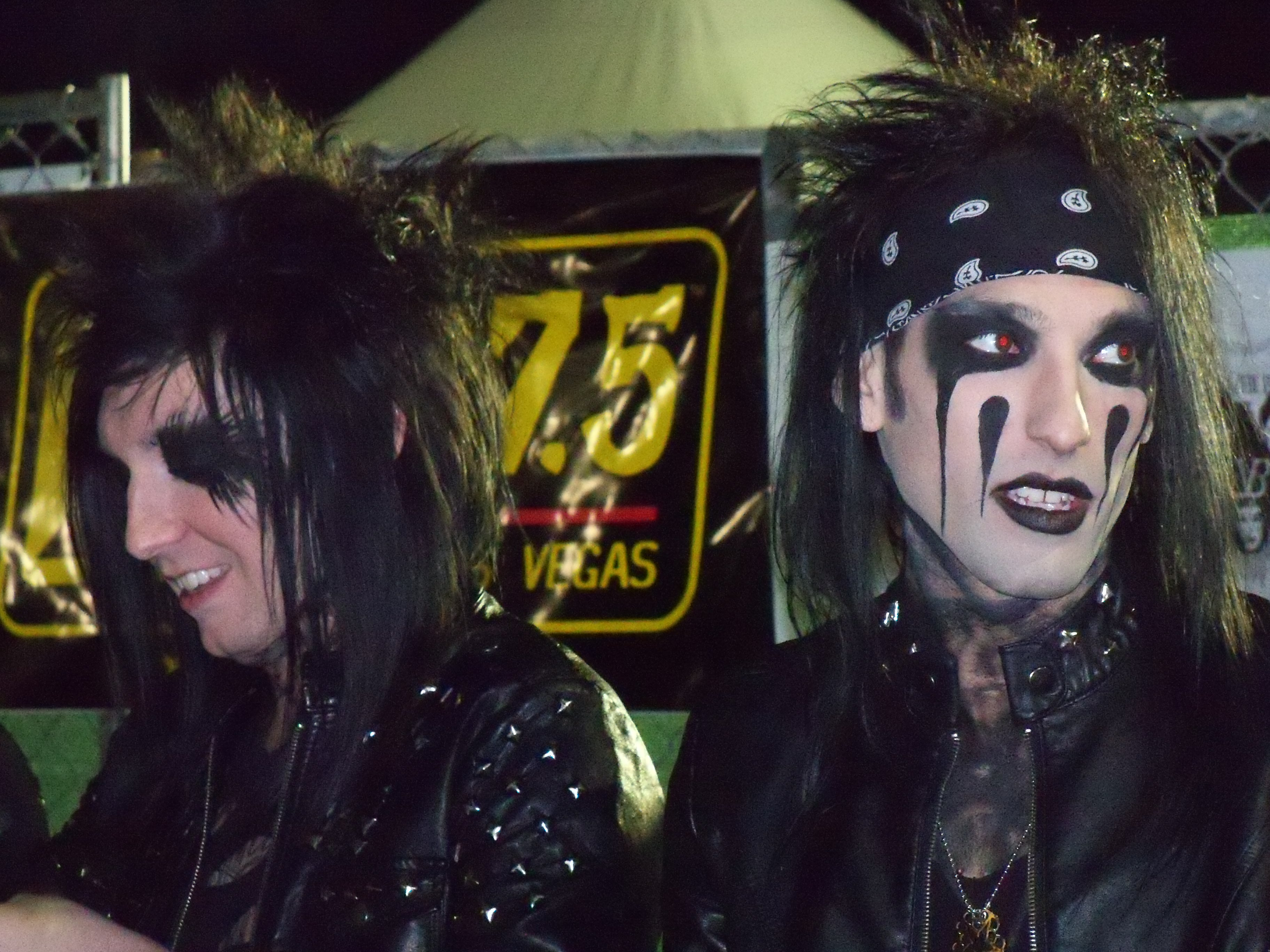
I membri Jake Pitts (a sinistra) e Christian Coma (a destra) a Las Vegas nel marzo 2011

### Primi anni (2006-2009)
La band nacque nel 2006 a Cincinnati, Ohio, con il nome "Biersack". La prima formazione era composta da Andy Biersack, Johnny Herold e Phil Cenedella e, poco tempo dopo, tramite MySpace, vennero contattati dal chitarrista Nate Shipp e dal batterista Chris Riesenberg. Nel 2007, una volta cambiato nome nell'attuale "Black Veil Brides", la band pubblicò l'EP Sex & Hollywood, contenente tre brani, e nel 2008 l'EP Never Give In, contenente quattro brani più una demo strumentale. Nel 2009 raggiunsero una certa popolarità su YouTube grazie al video del brano Knives and Pens che oggi conta più di 100.000.000 visualizzazioni.
Riguardo al nome della band Andy Biersack ha dichiarato:
(Andy Biersack)
Nel settembre 2009 firmarono con l'etichetta discografica indipendente StandBy Records; due mesi dopo la band intraprese il primo tour statunitense chiamato "On Leather Wings".

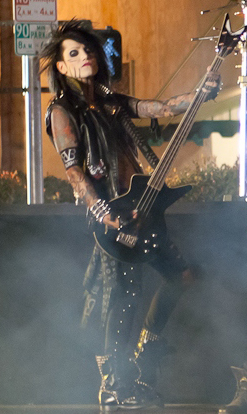
Ashley Purdy dietro le scene del video musicale "Rebel Love Song".

### We Stitch These WoundseSet the World on Fire(2010-2011)
Il 20 luglio 2010 venne distribuito l'album di debutto We Stitch These Wounds che vendette oltre 10 000 copie soltanto nella prima settimana raggiungendo la 36ª posizione della Billboard 200 e la prima della Independent Albums.
Nella restante parte dell'anno la band fu impegnata in tour con The Birthday Massacre, Dammin e Aural Vampire.
Nel febbraio 2011 si esibirono come gruppo spalla durante l'intero tour britannico dei Murderdolls.
Sempre nel 2011 hanno partecipato all'evento musicale americano\canadese AP Tour e al Rock am Ring.
A fine anno vengono premiati come miglior band emergente ai Golden Gods e ai Kerrang! Awards.
Il secondo album della band, Set the World on Fire, è stato pubblicato il 14 giugno 2011 dalla Lava Records e dalla Universal Republic, anticipato dai singoli Fallen Angels e The Legacy, dei quali sono stati girati due videoclip. L'album segna il passaggio a un sound simile alle band hard rock e glam metal degli anni 80 con il conseguente abbandono dello scream.
L'album si classifica al 17º posto della Billboard 200, al 3º posto della classifica degli album Rock e al 2º posto della classifica degli album hard rock.
Nell'estate successiva la band partecipa al Warped Tour e intraprende il primo tour europeo.
La titletrack dell'album viene scelta come colonna sonora dell'evento pay-per-view WWE Hell in a Cell 2011 del 2 ottobre.
Il 19 ottobre 2011 è uscito il video di Rebel Love Song, terzo singolo estratto dal secondo album, diretto di nuovo da Patrick Fogarty.
Il 12 dicembre, esclusivamente per iTunes, la band ha pubblicato l'EP Rebels che contiene una nuova canzone intitolata Coffin (di cui è stato successivamente pubblicato un video musicale il 20 giugno 2012) una versione estesa del video di Rebel Love Song e le cover di Rebel Yell di Billy Idol e Unholy dei KISS, quest'ultima inoltre vede la collaborazione di Zakk Wylde, ex membro della band di Ozzy Osbourne e fondatore dei Black Label Society.
Sul finire dell'anno il gruppo comincia a scrivere materiale per il nuovo album, con l'obiettivo di terminare la lavorazione per l'aprile 2012.

### Wretched and Divine(2012-2013)
Il 1º maggio 2012 la band pubblica il singolo Unbroken in esclusiva per la colonna sonora del film The Avengers mentre il terzo album, intitolato Wretched and Divine: The Story of the Wild Ones e contenente 19 tracce, è stato pubblicato l'8 gennaio 2013 dalla Lava Records. Il primo singolo estratto dal nuovo album si intitola In the End, pubblicato il 31 ottobre 2012 via iTunes, e per quest'ultimo è stato girato anche un video musicale diretto dall'ormai regista di fiducia della band Patrick Fogarty. Inoltre la band ha prodotto anche un lungometraggio intitolato Legion of the Black che viene proiettato nelle sale cinematografiche di Los Angeles e New York e via streaming a pagamento il 6 gennaio 2013 tramite la pagina Facebook ufficiale dei Black Veil Brides.

### Black Veil Brides IV e Vale(2014-2019)
Il 30 maggio 2014 viene annunciato che il quarto album in studio della band sarebbe stato pubblicato nell'ottobre dello stesso anno. Black Veil Brides IV, questo il titolo del disco, viene anticipato dal singolo Heart of Fire, pubblicato il 9 settembre 2014, mentre l'album stesso esce il 27 ottobre 2014. l 10 luglio 2015 i Black Veil Brides hanno pubblicato il loro primo DVD/Blu-ray dal vivo intitolato Alive and Burning, girato al The Wiltern di Los Angeles, ed è stato classificato n.1 nelle classifiche USA e Regno Unito.
Nel novembre 2015, Andy Biersack parlando agli Alternative Press ha rivelato che la band era nelle prime fasi della scrittura, ma ha anche dichiarato che «una volta terminata la registrazione sul disco di Andy Black, iniziamo a spostare l'attenzione su i Black Veil Brides».
Il 21 dicembre 2016, i Black Veil Brides hanno pubblicato il singolo The Outsider, primo singolo estratto dall'album Vale, pubblicato il 12 gennaio 2018.
Il 15 novembre 2019, i Black Veil Brides hanno annunciato di aver "accettato reciprocamente di separarsi" dal bassista Ashley Purdy. Il chitarrista di Andy, Lonny Eagleton, fu presentato come nuovo bassista.

## Formazione

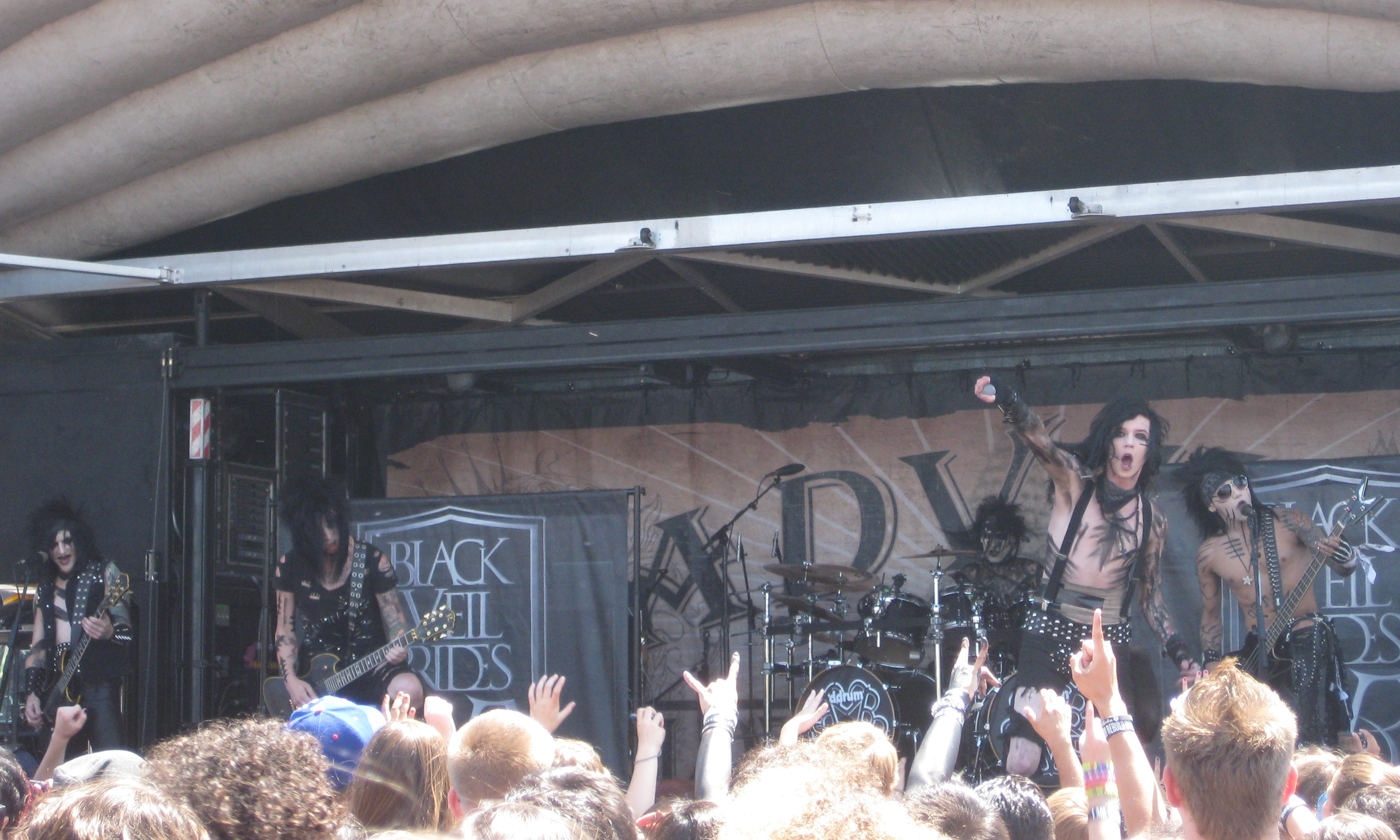
I Black Veil Brides al Warped Tour 2011

### Formazione attuale
- Andy Biersack - voce (2006-presente)
- Jake Pitts - chitarra solista (2010-presente)
- Jinxx - chitarra ritmica, voce secondaria; violino (2009-presente)
- Lonny Eagleton - basso (2019-presente)
- Christian Coma - batteria, percussioni (2010-presente)

### Ex componenti
- Johnny Herold - chitarra (2006-2008)
- Nate Shipp - chitarra (2007-2008)
- Chris Stewart - chitarra (2007-2008)
- Jaymz Dorman - chitarra (2007-2008)
- David "Pan" Burton - chitarra (2008-2009)
- Chris "Hollywood" Bluser - chitarra (2008-2009)
- Phil Cenedella - basso (2006-2008)
- Robert "Bobby" Thomas - basso (2007-2008)
- Chris "Craven" Riesenberg - batteria (2007-2008)
- Matthew Wayne Smith - batteria (2007-2008)
- Sandra Alvarenga - batteria (2008-2010)
- Ashley Purdy - basso, seconda voce (2009-2019)

## Discografia

### Album in studio
- 2010 – We Stitch These Wounds
- 2011 – Set the World on Fire
- 2013 – Wretched and Divine: The Story of the Wild Ones
- 2014 – Black Veil Brides
- 2018 – Vale
- 2021 – The Phantom Tomorrow

### EP
- 2007 – Sex & Hollywood
- 2008 – Never Give In
- 2011 – Rebels
- 2019 - The Night
- 2022 - The Mourning

### Album dal vivo
- 2015 – Alive and Burning

### Singoli
| Anno | Titolo              | Classifiche   | Album di provenienza                                             |
| Anno | Titolo              | US Main. Rock | Album di provenienza                                             |
| ---- | ------------------- | ------------- | ---------------------------------------------------------------- |
| 2006 | I Was Wrong         | —             |                                                                  |
| 2006 | White Wedding       | —             |                                                                  |
| 2006 | This Prayer For You | —             |                                                                  |
| 2009 | Knives and Pens     | —             | We Stitch These Wounds                                           |
| 2010 | Perfect Weapon      | —             | We Stitch These Wounds                                           |
| 2011 | Fallen Angels       | 36            | Set the World on Fire                                            |
| 2011 | The Legacy          | 29            | Set the World on Fire                                            |
| 2011 | Rebel Love Song     | —             | Set the World on Fire                                            |
| 2012 | In the End          | 12            | Wretched and Divine: The Story of the Wild Ones                  |
| 2013 | Revelation          | —             | Wretched and Divine: The Story of the Wild Ones                  |
| 2013 | Wretched and Divine | —             | Wretched and Divine: The Story of the Wild Ones                  |
| 2013 | Unbroken            | 18            | Avengers Assemble: Music from and Inspired by the Motion Picture |
| 2014 | Heart of Fire       | —             | Black Veil Brides IV                                             |
| 2017 | The Outsider        | —             | Vale                                                             |
| 2017 | My Vow              |               | Vale                                                             |

## Videografia

### Videoclip
| Titolo                      | Anno | Album                                                            |
| --------------------------- | ---- | ---------------------------------------------------------------- |
| Knives and Pens             | 2009 | We Stitch These Wounds                                           |
| Perfect Weapon              | 2010 | We Stitch These Wounds                                           |
| Fallen Angels               | 2011 | Set the World on Fire                                            |
| The Legacy                  | 2011 | Set the World on Fire                                            |
| Rebel Love Song             | 2011 | Set the World on Fire                                            |
| In the End                  | 2012 | Wretched and Divine: The Story of the Wild Ones                  |
| Revelation                  | 2013 | Wretched and Divine: The Story of the Wild Ones                  |
| Wretched and Divine         | 2013 | Wretched and Divine: The Story of the Wild Ones                  |
| We Don't Belong             | 2013 | Wretched and Divine: The Story of the Wild Ones                  |
| Unbroken                    | 2013 | Avengers Assemble: Music from and Inspired by the Motion Picture |
| Heart of Fire               | 2014 | Black Veil Brides                                                |
| Goodbye Agony               | 2014 | Black Veil Brides                                                |
| The Outsider                | 2017 | Vale                                                             |
| My Vow                      | 2018 | Vale                                                             |
| When They Call My Name      | 2018 | Vale                                                             |
| The Last One                | 2018 | Vale                                                             |
| Wake Up                     | 2018 | Vale                                                             |
| Ballad of the Lonely Hearts | 2018 | Vale                                                             |
| Scarlet Cross               | 2020 | The Phantom Tomorrow                                             |
| Fields of Bone              | 2021 | The Phantom Tomorrow                                             |
| Crimson Skies               | 2021 | The Phantom Tomorrow                                             |
| Torch                       | 2021 | The Phantom Tomorrow                                             |

## Filmografia
- 2012 - Legion of the Black, regia di Patrick Fogarty